# Kalnik (wieś)
Kalnik – wieś w Chorwacji, w żupanii kopriwnicko-kriżewczyńskiej, w gminie Kalnik. W 2011 roku liczyła 325 mieszkańców.